# Federico Blume
Federico Blume y Othon, né aux Antilles danoises en 1831 et mort à Lima le 5 mars 1902, était un ingénieur péruvien. Il est considéré comme le pionnier de la navigation sous-marine au Pérou et en Amérique du Sud.

## Biographie
Il est né en 1831 sur l’île de Saint-Thomas, dans les Antilles danoises (aujourd’hui les îles Vierges américaines). Son père était allemand et sa mère était vénézuélienne de Cumaná. Celle-ci s’appelait Maria Manuela Othon et Alcalá, et était cousine germaine du maréchal Antonio José de Sucre, vainqueur de la bataille d'Ayacucho le 9 décembre 1824.
Federico Blume a étudié l’ingénierie à l’école industrielle de Berlin et à l’école polytechnique de Hanovre. Il n’a cependant pas exercé sa profession en Allemagne, mais au Venezuela, aux États-Unis, à Porto Rico et à Cuba. En 1855, il se rendit au Pérou et sa proche parenté avec le maréchal Sucre lui facilita la nomination comme ingénieur de l’État péruvien. Depuis lors, il fixa définitivement sa résidence dans ce pays.
Blume a travaillé sur le tracé et la construction des chemins de fer péruviens. Pourtant, il était un grand passionné des thèmes marins et à l’occasion de la guerre entre le Pérou et l'Espagne, qui cessa après le bombardement d’El Callao par la flotte espagnole dirigée par Casto Méndez Núñez en 1866, il projetait et vérifiait théoriquement la construction d’un sous-marin, proposant ce projet au gouvernement péruvien. Mais en raison du retrait espagnol, rien n’a été fait en ce sens et Blume a temporairement abandonné ses efforts pour construire un sous-marin pour la marine péruvienne.

## Le sous-marin de Blume
En 1879, le Pérou a entamé une guerre malheureuse contre le Chili et pour laquelle il n’était pas bien préparé du point de vue naval. À l’époque, Blume était propriétaire et exploitant du chemin de fer de Paita, et il a décidé de construire son sous-marin, en utilisant ses propres ateliers, et sans compter sur l’aide du gouvernement péruvien, bien qu’il l’ait mis au courant de ses plans.
Le sous-marin de Blume (baptisé Toro Submarino) a été testé en naviguant à la surface et en immersion. Les officiers de la marine péruvienne ont estimé que le test avait donné des résultats très satisfaisants et ont témoigné de la démonstration. Mais, bien que ce sous-marin ait réussi les essais, il a reçu peu de crédit sauf au Pérou et, grâce aux rapports du chercheur américain Stewart, aux États-Unis.
À la suite de la démonstration, le général Manuel de Mendiburu, ministre de la Guerre et de la Marine, ordonna que le sous-marin soit remorqué jusqu’à Callao par le capitaine de navire Ezequiel Otoya afin qu’il soit à nouveau testé dans le plus grand secret.
A l’issue des essais réussis, il a été décidé de le modifier par l’installation d’un équipement moteur à air comprimé et d’une ventilation similaire à celle des sous-marins que les Allemands utiliseraient ensuite pendant la Seconde Guerre mondiale. Le général Mendiburu, conseillé par des marins auxquels il faisait confiance, voulait l’équiper offensivement d’une torpille. Cependant, Blume s’y est opposé, car il l’a spécialement conçu pour transporter une mine hydrostatique capable de s’attacher sur le côté ou sous la coque d’un navire ennemi.
Le sous-marin a été préparé pour son emploi dans la guerre, mais le Chili ayant battu le Pérou, son équipage a été inutilisé et il a ensuite été coulé. Il a ensuite été renfloué par l’ennemi et emmené au Chili, où on a définitivement perdu sa trace.
Comme le souligne Jorge Navarro, la capture du monitor Huáscar à la bataille d'Angamos (1879), au nord d'Antofagasta, et la perte d’autres unités de la marine péruvienne, ont forcé le Pérou à passer à la défensive. Pour combattre la marine chilienne, on a utilisé les mines et autres engins explosifs comme armes offensives. Federico Blume a bénéficié des conseils efficaces de l’officier péruvien Bernabé Carrasco, ainsi que d’autres officiers et civils péruviens, tels que M. Cuadros, pour concevoir des mines et d’autres objets très subtils et efficaces avec lesquels les Péruviens ont réussi à détruire des unités de la marine chilienne, telles que le vapeur Loa et la goélette Virgen de Covadonga, et ont également été équipés de torpilles acquises au Royaume-Uni.